# Дефибрилатор
Дефибрилатор је електромедицински уређај, односно опрема за дефибрилацију срца, који утврђује присуство или поремећаје срчаног ритма, и помоћу електричног удара »електрошока« преко спољашњих или унутрашњих електрода („педала или папучица“) нормализује рад срца. Користи се као средство прве помоћи код срчаног удара и других поремећаја ритма. Уређај се све више среће и у малим амбулантама, на аеродромима, у хеликоптерима, авионима или на већим јавним скуповима. Може се набавити и за кућну употребу.
Постоје две основне врсте дефибрилатора;
- АЕД или аутоматски екстерни (спољни) дефибрилатори (који сами процењује ритам и обављају дефибрилацију срца према потреби) и
- Конвенционални, ручни, екстерни (спољни), дефибрилатори (којим се користе екипе хитне медицинске помоћи, и у саставу апарата је и ЕКГ за праћење рада срца болесника и електроде („педала или папучица“) за извођење електричног шока).

## Значај
Уколико се правовремено започну мере оживљавања (кардиопулмоналне реанимације – масаже срца) и употреба дефибрилатора у прва три минута од наглог срчаног застоја, стопа преживљавања може да достигне и преко 70%. Будући да аутоматски екстерни дефибрилатор даје могућност да се у случају наглог срчаног застоја делује на најбољи начин и особа одржи у животу до доласка хитне медицинске помоћи, стотине хиљада живота би се могле спасти сваке године након изненадних ванболничких срчаних застоја када би се повећале стопе реанимације уз примену дефибрилатора.